# Centuria (manga)
Centuria (ケントゥリア?, Kenturia) è un manga scritto e disegnato da Tohru Kuramori. Serializzato sulla rivista Shōnen Jump+ di Shūeisha da aprile 2024. I capitoli pubblicati fino a gennaio 2025 sono stati raccolti in tre volumi tankōbon.
L'autore, Tohru Kuramori, ha lavorato come assistente di Tatsuki Fujimoto al manga Chainsaw Man.

## Trama
Julian è un ragazzo che viene venduto da sua madre come apprendista a un fabbro violento. Dopo anni di maltrattamenti, fugge uccidendo il suo padrone e, senza una meta precisa, si imbarca clandestinamente su una nave che trasporta cento schiavi. 
Viene scoperto dall'equipaggio e il capitano ordina di giustiziarlo, ma gli schiavi si oppongono alla sua uccisione. Tra questi vi è Mira, una donna incinta che si prende cura di lui, condividendo il proprio cibo e instaurando con lui un legame affettivo di tipo materno. Man mano che la nave procede, l’equipaggio manifesta preoccupazione nel dover attraversare un’area marina considerata maledetta. Tuttavia, il vero pericolo proviene dal capitano stesso, che rivela il suo piano: gli schiavi a bordo, essendo perlopiù anziani e malati, sono stati acquistati a basso costo con l’intento di ucciderli e simulare un incidente, così da riscuotere il risarcimento assicurativo. Di fronte alla resistenza dei prigionieri, l’equipaggio procede con il massacro.
La carneficina attira l’attenzione di una misteriosa entità marina, che interpreta il sangue versato come un sacrificio. La creatura offre allora a Julian la possibilità di ottenere un grande potere in cambio di un ultimo atto di sacrificio. Nel tentativo di salvare la figlia non ancora nata, Mira decide di sacrificarsi: usando un coltello, esegue un cesareo su sé stessa, riuscendo a far nascere la bambina prima di morire.
Profondamente segnato dalla sua morte, Julian esprime un unico desiderio: far sì che il sacrificio di Mira e degli altri schiavi non sia stato vano. L’entità risponde concedendogli un dono soprannaturale: l’energia, le abilità e le vite dei cento schiavi sacrificati.
Investito da questa nuova forza, Julian stermina l’equipaggio e il capitano, per poi abbandonare la nave mentre l’entità la distrugge. Con la neonata Diana tra le braccia, Julian si prepara ad affrontare il mondo con un nuovo scopo, portando con sé il peso delle cento anime e il giuramento di proteggerla.

## Personaggi
Julian (ユリアン?, Yurian)
Julan è un ex schiavo che ha deciso di utilizzare la propria vita per dare alla sorella adottiva Diana una vita felice.
Diana (ディアナ?)
Diana è la figlia piccola di Mira e la sorella adottiva di Julian, che secondo una profezia, è destinata a provocare la caduta del re.
Angvall (アンヴァル?, Anvaru)
Angvall, conosciuta come la Criniera Incomparabile (比類 なき たてがみ Hirui Naki Tategami), è un Cavaliere Comandante del regno, oltre a prendersi cura di Titi, Julian e Diana.
Titi (ティティ?)
Titi è una giovane rimasta orfana durante la Guerra dell'Ovest, è stata accolta e cresciuta da Angvall.
Lukas (ルーカス?, Rukasu)
Lukas è un gentile ex-mercenario che diventa amico di Julian e Diana durante il suo soggiorno nel villaggio. in Realtà è figlio del Signore Supremo e di una concubina. Anche lui è dotato di un potere misterioso
Mira (ミラ?, Mira)
Mira era una schiava incinta, e più tardi dà alla luce Diana. Durante il viaggio in nave, diventò molto amica di Julian e gli insegnò cosa era l'affetto umano.
Il Re
Il Re, anche acclamato come Signore supremo (至 高き 君?, Ito Takaki Kimi) è il benevolente sovrano del regno, ammirato da Angvall. Possiede poteri sovrannaturali simili a quelli di Julian.
Arkos (アルコス?, Arukosu)
Arkos è il figlio maggiore del Re che serve come difensore del confine occidentale del regno. È dotato del dono di manipolare l'acqua.
Lacrima (ラクリマ?, Rakurima)
è la terza figlia del Signore Supremo. Inizialmente desiderosa di vendetta verso Julian per la morte del fratello,diventerà presto un'alleata dopo aver fatto amicizia con Diana. Come Arkos, anche lei ha ereditato dal padre un dono: in particolare è in grado di trasformare il suo corpo (vestiti inclusi) in acqua.
Elstri (エルストリ?, Erusutori)
Elstri è una profetessa vicina al Re che lo serve dalle ombre, è famosa per la precisione delle sue rivelazioni. È lei chi ha predetto che sarà Diana a portare una grande calamità nel regno.
Demone piovra (タコ の 妖怪?, Tako no Kaibutsu)
Il demone piovra è un mostro che abita nella zona Alode. Viene invocata quando si eseguono sacrifici umani nell'oceano, e in cambio concede un unico desiderio. Nel caso di Julian, essa gli concede le vite e le abilità dei 100 schiavi.

## Pubblicazione
Centuria è scritto e disegnato da Tohru Kuramori. La serializzazione è stata iniziata l'8 aprile 2024 sull'app e sul sito web Shōnen Jump+ di Shūeisha. Il primo volume è stato pubblicato il 4 luglio 2024, mentre il secondo il 4 ottobre 2024, il terzo il 4 Gennaio 2025. La serie è pubblicata in contemporanea anche in inglese sulla piattaforma Manga Plus di Shūeisha.
Durante il Lucca Comics & Games 2024 Planet Manga ha annunciato l'arrivo in Italia della serie ad aprile 2025.

## Accoglienza
Critici come Vanessa Piña su Screen Rant, hanno elogiato l'ispirazione tratta da Berserk in Centuria, in modo particolare il disegno di Centuria e il design dei mostri. Il manga è stato candidato ai Next Manga Awards 2024 nella categoria per il miglior manga web, ottenendo il settimo posto su 69 concorrenti.
Il sesto capitolo ha accumulato più di 255 000 visite su Manga Plus, superando opere popolari come DanDaDan e Sakamoto Days.